# Спортінг Б (Хіхон)
«Спортінг Б» (ісп. Real Sporting de Gijón B) — іспанський футбольний клуб з міста Хіхон, фарм-клуб «Спортінга» (Хіхон). Клуб виступає в іспанській Сегунді Б, домашні матчі проводить на стадіоні «Марео», що здатний вмістити 3 тисячі вболівальників.
Клуб заснований у 1967 році під назвою «Атлетіко Хіхон». У Сегунді команда ніколи не виступала, найкращим результатом є 1-ші місця в Сегунді Б в сезонах 1995/96 та 1996/97.

## Колишні назви
- 1967—1971 — «Атлетіко Хіхон»
- 1971—1979 — «Депортіво Хіхон»
- 1979—1991 — «Спортінг Хіхон Атлетіко»
- 1991 — «Спортінг Б Хіхон»

## Досягнення
- Переможець Сегунди Б: 1995/96, 1996/97
- Переможець Терсери: 1978/79, 1980/81, 1988/89, 2016/17